# Le Juif
Le Juif est une nouvelle d'Ivan Tourgueniev, parue en 1847.

## Résumé
Un jeune officier russe, en campagne contre les Français en 1812, tombe amoureux de la fille d’un juif. Ce dernier fait tout pour favoriser cette idylle. Le Juif est arrêté pour espionnage pour le compte des Français assiégés dans Dantzig, il est pendu par ordre des autorités militaires, malgré la demande de grâce déposée par l'officier.

## Édition française
- Le Juif, traduit par Françoise Flamant, Éditions Gallimard, Bibliothèque de la Pléiade, 1981, 31 pages.  (ISBN 978 2 07 010980 7).